# آلترنتیو دیستریبیوشن الاینس
آلترنتیو دیستریبیوشن الاینس (انگلیسی: Alternative Distribution Alliance) به اختصار ای‌دی‌ای (ADA) یک شرکت توزیع موسیقی است که متعلق به گروه موسیقی وارنر است که حقوق شرکت‌های مختلف ضبط مستقل را نمایندگی می‌کند. ای‌دی‌ای به شرکای هنرمند و ناشرهای مستقل موسیقی، دسترسی به منابع، روابط و تجربیات مورد نیاز برای به اشتراک گذاشتن دیدگاه خلاق خود با مخاطبان جهانی را فراهم می‌کند.